# Joe English (drummer)
Joe English (Rochester (New York), 7 februari 1949) is een Amerikaans drummer die onder andere speelde met Paul McCartney in Wings.

## Discografie
- Venus and Mars, met Paul McCartney & Wings, 1975
- Wings at the Speed of Sound, met Paul McCartney & Wings, 1976
- Wings over America, met Paul McCartney & Wings, 1976
- London Town, met Paul McCartney & Wings, 1978
- On The Edge, met Sea Level, 1978
- Long Walk on a Short Pier, met Sea Level, 1979
- Ballroom, met Sea Level, 1980
- Press On (Myrrh Records, 1983)
- What You Need (Myrrh Records, 1985)
- English 101: Back to Basics (Refuge Records, 1987)

- Library of Congress Control Number: n98021019
- MusicBrainz: e6f94b0f-2ef6-4186-81fe-3e6209f9a253
- Virtual International Authority File: 10145971345632331205
- WorldCat: E39PBJkhHB6qfyg3VygRjxqPcP